# T28 (americký tank)
T28 byl supertěžký tank a samohybným dělem navrženým pro Armádu Spojených států amerických za druhé světové války. Původně byl určen na pomoc při proražení obávané Siegfriedovy linie a počítalo se s ním také při plánované invazi na japonskou pevninu. Plánována byla výroba 25 vozidel, ale po skončení války byla objednávka snížena na dva exempláře. Jeden se dochoval jako muzejní exponát. Je to vůbec nejtěžší americký tank.

## Jméno
V prvním návrhu, který se objevil roku 1943, se počítalo se jménem Těžký tank T28, ale tento název nezapadal do tradičního vzoru pojmenovávání tanků, protože se nevyznačoval otočnou věží, což byl standardní prvek těžkého tanku. V březnu 1945 byl tedy navržen název Samohybné 105 mm dělo T95 (T95 Gun Motor Carriage). Tento název však také nezapadal do amerického tankového „názvosloví“, protože většina samohybných děl byla pancéřována velmi lehce, nebo pancířem nedisponovala vůbec. Roku 1946 proto byla vytvořena speciální kategorie supertěžký tank a vozidlo bylo podruhé a definitivně přejmenováno na Supertěžký tank T28 (T28 Super Heavy Tank).

## Vývoj

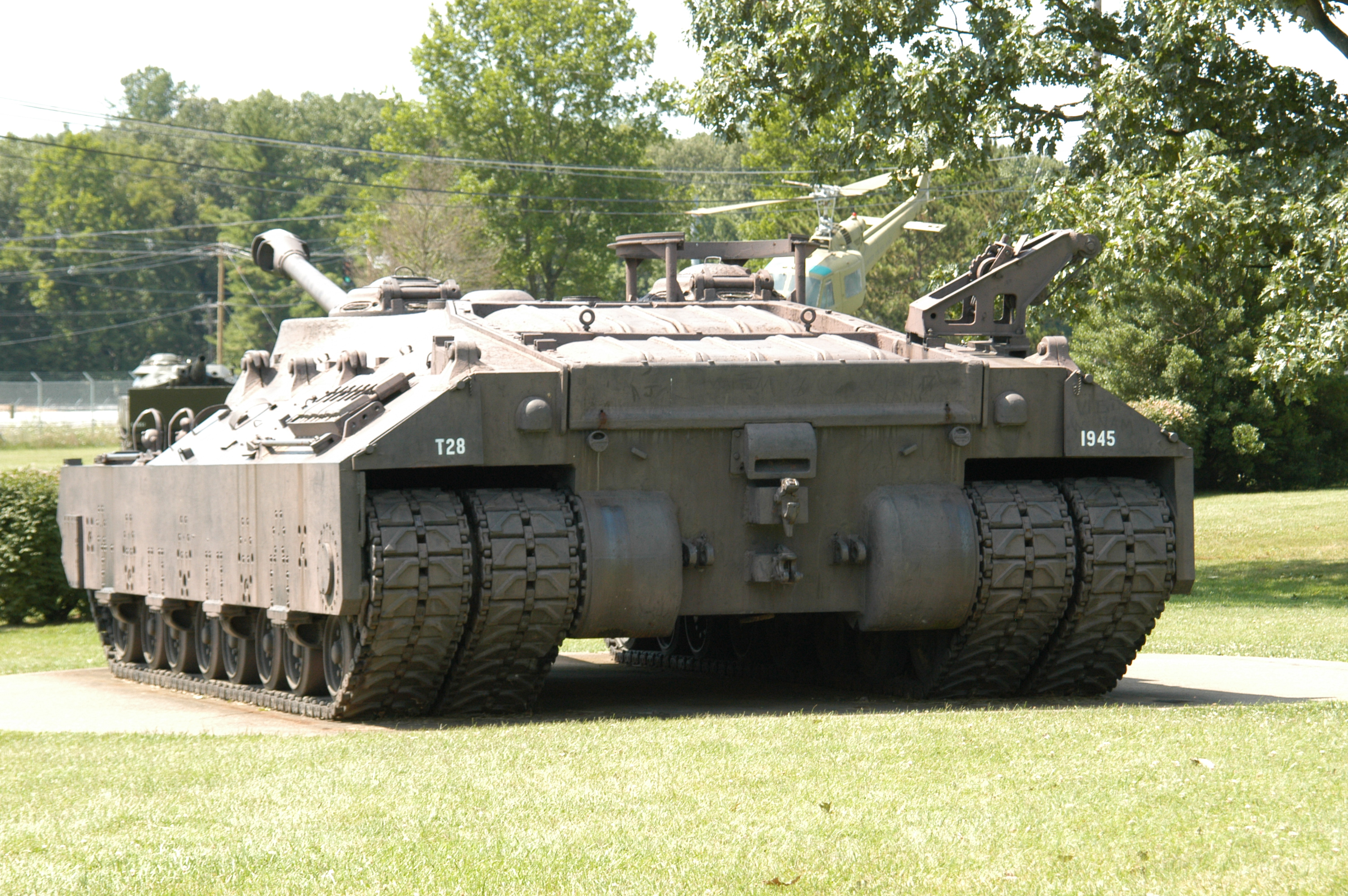
Zadní pohled na T28

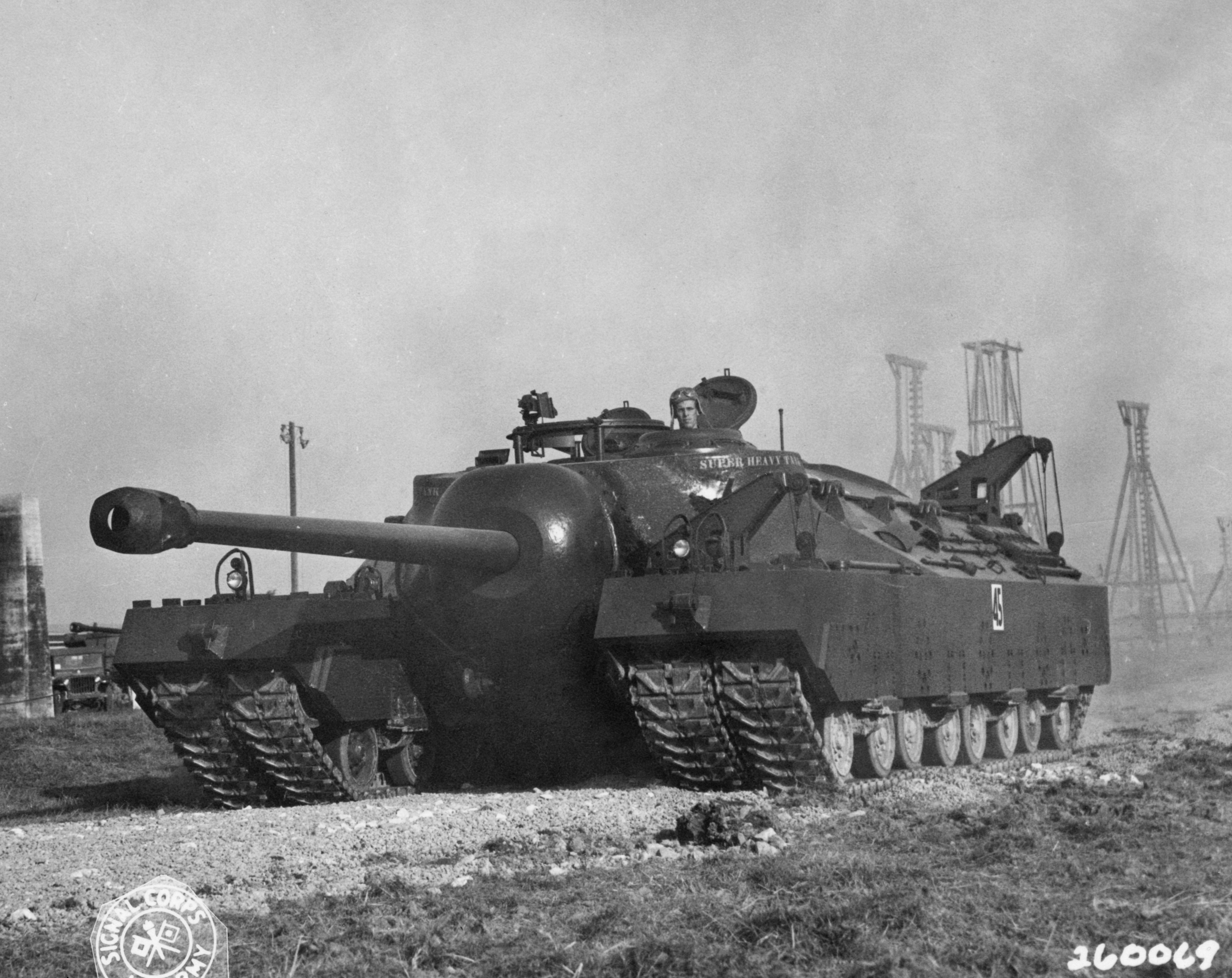
T28 při testování na polygonu Aberdeen Proving Ground

Supertěžký tank T28 byl vyvíjen od roku 1943 jako obrněné vozidlo vhodné k proražení německé Siegfriedovy linie. Předpokládalo se bojové využití 25 těchto vozidel. V březnu 1944 byl na konferenci mezi oddělením výzbroje a velitelstvím pozemních jednotek plánovaný počet T28 snížen na pět. Siegfiedovovu linii spojenecká vojska překonala ještě před dokončením prototypu, ale ještě mohl být nasazen proti Japonsku. Kompletní plán byl dodán společnosti Pacific Car and Foundry Company v březnu 1945. Trup prvního tanku byl hotov v srpnu 1945 a krátce poté Japonsko kapitulovalo. Válka skončila a objednávka na T28 byla snížena na pouhé dva kusy, které už byly ve výrobě. Využity byly k testování.
Oba prototypy byly do roku 1947 testovány na základnách v Aberdeenu a Fort Knoxu. V roku 1947 byl jeden T28, při zkouškách na základně Yuma, vážně poškozen požárem motoru. Následně byl rozebrán a prodán do šrotu. Druhý vyrobený tank dále sloužil ke zkouškám. Vývoj dále pokračoval a vyústil v klasické těžké tanky opatřené věží, označené T29, T30, T32 a T34.
Není známo, co se v následujících letech dělo s druhým prototypem. Každopádně po 27 letech, roku 1974 byl nalezen v zadní části základny Fort Belvoir ve Virginii mezi dalšími zapomenutými vojenskými vozidly a nepoužitelnými vraky. Byl vystaven v Pattonově muzeu zbraní a kavalerie a roku 2011 byl dopraven do Fort Benning v Georgii, kde je nyní k dispozici pro návštěvníky.

## Design

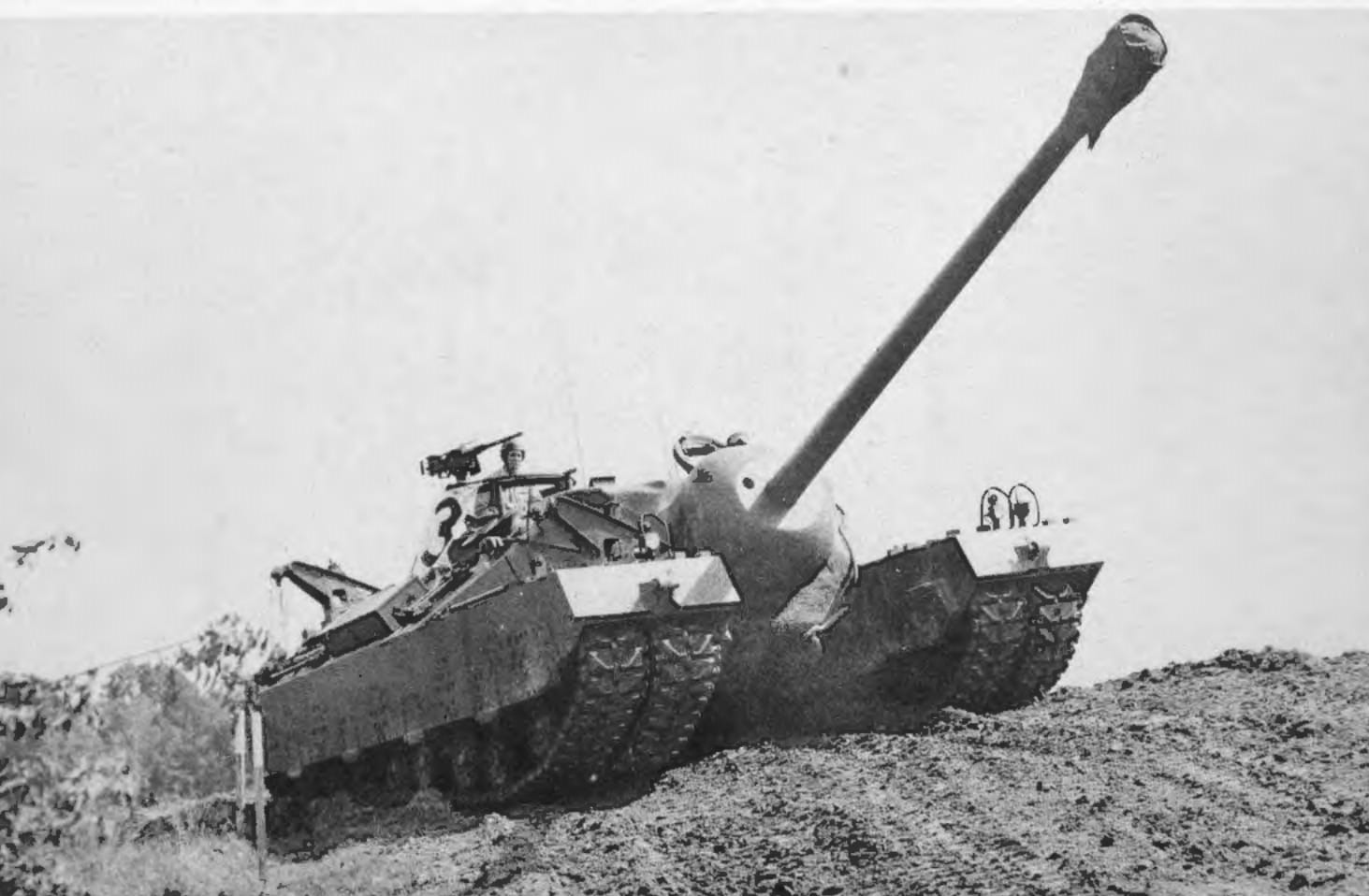
T28

Kvůli požadavku na co nejnižší siluetu tank T28 nebylo vybaven dělovou věží. Vzhledem k obrovské hmotnosti vozidla nestačilo použití jednoho pásu na každé straně. Tank proto dostal dvojici paralelních pásových podvozků, čímž byl snížen měrný tlak na půdu. Dva široké pásy nebyly použity kvůli zachování možnosti železniční přepravy vozidla. Demontáží vnějších podvozků a pásy se jeho šířka zmenšila, takže se vešlo na železniční vagón.
Hlavní výzbroj tanku představoval 105mm kanón T5E1 s délkou hlavně 65 ráží (nesl jej také tank T29). Vertikální rozpětí pohybu děla bylo od -5° do 19,5° a horizontální rozpětí bylo 10° doprava a 11° doleva. Vlastnosti děla byly na poměry druhé světové války vynikající – úsťová rychlost granátu byla 1130 m/s a dělo dokázalo střílet na vzdálenost až 19 km. Jako další výzbroj byl na tanku již pouze jeden protiletadlový 12,7mm kulomet Browning M2.
T28 měl velmi silné pancéřování. Čelo korby bylo silné 305 mm, štít kanónu 292 mm, boky 152 mm a 64 mm a záď 51 mm. Spodní část tanku a pásy byly zakryty pancéřovým plátem o tloušťce 100 mm. Vzhledem ke své hmotnosti měl tank slabý motor. Poháněl jej osmiválec Ford GAF V8 o výkonu 500 hp (372 kW) vybavený převodovkou Torqmatic. Maximální rychlost činila pouhých 12 km/h. Dosah byl 160 km.